# Brasiliens Grand Prix 1994
Brasiliens Grand Prix 1994 var det första av 16 lopp ingående i formel 1-VM 1994.

## Rapport
Ayrton Senna i Williams hade pole position före Michael Schumacher i Benetton och Jean Alesi i Ferrari. Senna tog sedan starten före Alesi och Schumacher men tysken tog sig förbi fransmannen på det andra varvet. Senna och Schumacher drog ifrån övriga konkurrenter och gick in i depån samtidigt.  Benetton var snabbare än Williams och Schumacher kom ut före Senna och körde till mångas förvåning ifrån Senna, som i jakten på Schumacher gjorde ett misstag och snurrade av. Schumacher kunde sedan vinna loppet i överlägsen stil.

## Resultat
1. Michael Schumacher, Benetton-Ford, 10 poäng
2. Damon Hill, Williams-Renault, 6
3. Jean Alesi, Ferrari, 4
4. Rubens Barrichello, Jordan-Hart, 3
5. Ukyo Katayama, Tyrrell-Yamaha, 2
6. Karl Wendlinger, Sauber-Mercedes, 1
7. Johnny Herbert, Lotus-Mugen Honda
8. Pierluigi Martini, Minardi-Ford
9. Érik Comas, Larrousse-Ford
10. Pedro Lamy, Lotus-Mugen Honda
11. Olivier Panis, Ligier-Renault
12. David Brabham, Simtek-Ford

### Förare som bröt loppet
- Ayrton Senna, Williams-Renault (varv 55, snurrade av)
- Martin Brundle, McLaren-Peugeot (34, kollision)
- Eddie Irvine, Jordan-Hart (34, kollision)
- Jos Verstappen, Benetton-Ford (34, kollision)
- Eric Bernard, Ligier-Renault (34, kollision)
- Mark Blundell, Tyrrell-Yamaha (21, snurrade av)
- Christian Fittipaldi, Footwork-Ford (21, växellåda)
- Heinz-Harald Frentzen, Sauber-Mercedes (15, snurrade av)
- Mika Häkkinen, McLaren-Peugeot (13, motor)
- Michele Alboreto, Minardi-Ford (7, motor)
- Gianni Morbidelli, Footwork-Ford (5, växellåda)
- Gerhard Berger, Ferrari (5, motor)
- Olivier Beretta, Larrousse-Ford (2, kollision)
- Bertrand Gachot, Pacific-Ilmor (1, kollision)

### Förare som ej kvalificerade sig
- Roland Ratzenberger, Simtek-Ford
- Paul Belmondo, Pacific-Ilmor